# 贝塔姆切里亚
贝塔姆切里亚（Bethamcheria），是印度安得拉邦Kurnool县的一个城镇。总人口30977（2001年）。

## 人口
该地2001年总人口30977人，其中男性15856人，女性15121人；0—6岁人口4494人，其中男2324人，女2170人；识字率51.84%，其中男性为62.42%，女性为40.74%。